# Toufik Mouyet
 (juin 2021).
Toufik Mouyet est un footballeur algérien né le 18 janvier 1977 à Sétif. Il évoluait au poste de gardien de but.

## Biographie
Il évolue en Division 1 avec les clubs de l'ASO Chlef, de l'OM Ruisseau, et enfin du MC El Eulma.
Il dispute 34 matchs en première division entre 2005 et 2007 avec l'équipe de Chlef. Il dispute également avec cette équipe sept matchs en Coupe de la confédération.

## Palmarès
- Vainqueur de la Coupe d'Algérie en 2005 avec l'ASO Chlef
- Champion d'Algérie de Ligue 2 en 2011 avec le CS Constantine
- Accession en Ligue 1 en 2012 avec l'USM Bel Abbès